# كاتب ابن حنزابة
كاتب ابن حِنْزابة (ت. 399 هـ / 1008 م) هو أديب بغدادي، نزل مصر وتوفي بها.
هو محمد بن أحمد بن علي بن الحسين، أبو مسلم، المعروف بكاتب الوزير أبي الفضل (جعفر بن الفضل) ابن حنزابة، ويقال له أبو مسلم الكاتب. من آثاره: كتاب «المجالس» في دار الكتب المصرية.